# Gastrodelphys
Gastrodelphys är ett släkte av kräftdjur. Gastrodelphys ingår i familjen Gastrodelphyidae.
Kladogram enligt Catalogue of Life:
| Gastrodelphys | \| \| Gastrodelphys dalesi \| \| \| \| \| \| Gastrodelphys fernaldi \| \| \| \| |
|               | \| \| Gastrodelphys dalesi \| \| \| \| \| \| Gastrodelphys fernaldi \| \| \| \| |
|               | Sabellacheres                                                                   |
|               |                                                                                 |
|               | Gastrodelphys dalesi                                                            |
|               |                                                                                 |
|               | Gastrodelphys fernaldi                                                          |
|               |                                                                                 |

|  | Gastrodelphys dalesi   |
|  |                        |
|  | Gastrodelphys fernaldi |
|  |                        |